# Карпиньяно, Йонас
Йонас Карпиньяно (итал. Jonas Carpignano; род. 16 января 1984, Нью-Йорк, США) — итальянский кинорежиссер и сценарист. Многократный номинант и лауреат многочисленных фестивальных и профессиональных международных и национальных кинонаград.

## Биография
Йонас Карпиньяно родился 16 января 1984 года в Нью-Йоркском Бронксе, и вырос в Нью-Йорке и Риме. Его отец — итальянец по происхождению, мать — афроамериканка, родившаяся в Барбадосе.
Йонас начал снимать фильмы еще во время учёбы в Веслианском университете, который он окончил с отличием в 2006 году. После работы в течение нескольких лет в киноиндустрии в Италии и в Соединенных Штатах, он поступил в «Tisch School of the Arts» Нью-Йоркского университета, где снял свои первые короткометражные фильмы, которые были показаны на Каннском, Венецианском кинофестивалях и Кинофестивале «Сандэнс».
В 2015 году Йонас Карпиньяно дебютировал полнометражным фильмом «Средиземноморье», мировая премьера которого состоялась в программе Международной недели критиков на 68-м Каннском международном кинофестивале. Фильм получил положительные отзывы критиков, и с момента его выпуска был показан на многих фестивалях по всему миру, таких как Лондонский кинофестиваль, AFI Fest и Стокгольмский международный кинофестиваль, где он получил три награды, включая премии за лучший дебютный фильм и лучшему актеру. Национальный совет кинокритиков США в 2015 году отметила фильм наградой за лучший режиссерский дебют и включила «Средиземноморье» в список пятерки лучших иноязычных фильмов года.
В 2016 году Йонас Карпиньяно был награжден стипендией Гуггенхейма.
В 2017 году Карпиньяно снял свой второй полнометражный драматический фильм «Чамбра», премьера которого состоялась на 70-м Каннском международном кинофестивале в секции «Двухнедельник режиссеров». Фильм, одним из исполнительных продюсеров которого выступил Мартин Скорсезе, выиграл приз «Europa Labels» за лучший европейский фильм. Он был отобран от Италии претендентом в номинацию «Лучший фильм на иностранном языке» на 90-ю церемонию «Оскара», но не попал в короткий список номинантов. Однако, лента получила ряд наград на международных кинофестивалях и была номинирована на «Серебряную ленту» Итальянского национального синдиката киножурналистов как лучший фильм и премию «Независимый дух» за лучшую режиссерскую работу. В 2018 году «Чьямбра» была номинирована в 7-ми категориях на получение итальянской национальной кинопремии «Давид ди Донателло», в том числе за лучший фильм. Йонас Карпиньяно получил награду за лучшую режиссерскую работу.
В 2018 году Йонас Карпиньяно вошел в состав жюри дебютных фильмов на 68-м Берлинском международном кинофестивале.